# Sara Doorsoun
Sara Doorsoun (Keulen, 17 november 1991) is een voetbalspeelster uit Duitsland. Ze speelt als verdediger voor Angel City FC in de NWSL.

## Clubcarrière
Doorsoun werd geboren in Keulen als de dochter van een Iraanse vader en een Turkse moeder. Ze maakte voor SC Fortuna Köln haar debuut in de Bundesliga. Na periodes bij SG Wattenscheid 09, SC 07 Bad Neuenahr en 1. FFC Turbine Potsdam kwam ze bij SG Essen-Schönebeck terecht. Deze club kwam Doorsoun meer dan honderd keer voor uit.
In 2018 stapte ze over naar VfL Wolfsburg, waarmee ze in haar debuutseizoen landskampioen werd en de DFB Pokal wist te winnen. In het daaropvolgende seizoen won ze dezelfde prijzen opnieuw met VfL Wolfsburg. Doorsoun kwam datzelfde seizoen ook uit in de UEFA Women's Champions League 2019/20 waarin ze de finale haalde die verloren ging tegen het Franse Olympique Lyon.
Doorsoun tekende om 25 april 2023 een tweejarig contract bij Eintracht Frankfurt. Dit contract verlengde ze op 7 maart 2025 tot medio 2026. Ondanks haar doorlopende contract maakte Doorsoun op 22 juli 2025 de overstap naar het Amerikaanse Angel City FC.

## Statistieken
| Seizoen | Club                   | Land             | Competitie | Wedstrijden | Doelpunten |
| ------- | ---------------------- | ---------------- | ---------- | ----------- | ---------- |
| 2008/09 | SC Wattenscheid 09     | Duitsland        | Bundesliga | 0           | 0          |
| 2009/10 | SC Wattenscheid 09     | Duitsland        | Bundesliga | 9           | 0          |
| 2009/10 | SC 07 Bad Neuenahr     | Duitsland        | Bundesliga | 10          | 0          |
| 2010/11 | SC 07 Bad Neuenahr     | Duitsland        | Bundesliga | 20          | 0          |
| 2011/12 | SC 07 Bad Neuenahr     | Duitsland        | Bundesliga | 22          | 2          |
| 2012/13 | 1. FFC Turbine Potsdam | Duitsland        | Bundesliga | 14          | 1          |
| 2013/14 | SG Essen-Schönebeck    | Duitsland        | Bundesliga | 22          | 3          |
| 2014/15 | SG Essen-Schönebeck    | Duitsland        | Bundesliga | 16          | 4          |
| 2015/16 | SG Essen-Schönebeck    | Duitsland        | Bundesliga | 22          | 3          |
| 2016/17 | SG Essen-Schönebeck    | Duitsland        | Bundesliga | 21          | 3          |
| 2017/18 | SG Essen-Schönebeck    | Duitsland        | Bundesliga | 19          | 2          |
| 2018/19 | VfL Wolfsburg          | Duitsland        | Bundesliga | 18          | 0          |
| 2019/20 | VfL Wolfsburg          | Duitsland        | Bundesliga | 12          | 0          |
| 2020/21 | VfL Wolfsburg          | Duitsland        | Bundesliga | 5           | 0          |
| 2021/22 | Eintracht Frankfurt    | Duitsland        | Bundesliga | 9           | 0          |
| 2022/23 | Eintracht Frankfurt    | Duitsland        | Bundesliga | 21          | 1          |
| 2023/24 | Eintracht Frankfurt    | Duitsland        | Bundesliga | 21          | 3          |
| 2024/25 | Eintracht Frankfurt    | Duitsland        | Bundesliga | 18          | 4          |
| 2025/26 | Angel City FC          | Verenigde Staten | NSWL       | 0           | 0          |
| Totaal  | Totaal                 | Totaal           | Totaal     | 289         | 26         |

Laatste update: 22 juli 2025

## Interlandcarrière
Doorsoun maakte haar debuut voor het Duitse nationale team in 2016 tijdens een 1-0 overwinning op Hongarije. Ze werd opgenomen in de Duitse selectie voor op het EK 2017. Hierop kwam Doorsoun in actie in de groepswedstrijd tegen Rusland en de verloren kwartfinale tegen Denemarken. Tijdens de kwalificatiereeks voor het WK 2019 gaf Doorsoun twee assists. Vervolgens werd ze opgeroepen voor dit WK in Frankrijk. Ook hier haalde Duitsland de kwartfinales.
Doorsoun maakte op 31 augustus 2019 haar eerste interlanddoelpunt in een EK 2022 kwalificatieduel tegen Montenegro.
In 2022 werd Doorsoun opgenomen in de Duitse selectie voor het EK 2022 in Engeland. Doorsoun en haar land haalden de finale van dit eindtoernooi. Hier verloren ze van gastland Engeland in een uitverkocht Wembley Stadium.
In 2023 maakte Doorsoun onderdeel uit van de preselectie van het voor Duitsland weinig succesvolle WK 2023.
Op de Olympische Spelen in 2024 wist Doorsoun met haar land een bronzen medaille te winnen.